# Planète+
Pour les articles homonymes, voir Planète+ (homonymie).
Planète+ initialement née Planète Câble puis nommée Planète est la première chaîne de télévision payante française entièrement consacrée aux documentaires, lancée le 19 septembre 1988. Elle est candidate à deux reprises pour devenir l'une des chaînes gratuites de la TNT mais le 29 juillet 2014 mais le 17 décembre 2015, le Conseil Supérieur de l'Audiovisuel (CSA) ne lui accorde pas cette autorisation.

## Histoire
Planète Câble est créée le 19 septembre 1988 par la société multiThématiques afin d'enrichir l'offre naissante de télévision par câble d'un genre nouveau pour une chaîne thématique : le documentaire.
Le 14 novembre 1992, la chaîne devient également accessible par satellite, étant incluse par abonnement dans le nouveau bouquet Canalsatellite. Le 4 septembre 1999, la chaîne est renommée Planète, n'étant plus exclusivement diffusée par câble, cette appellation devenant dès lors, obsolète.
Au début des années 2000, la chaîne dépose sa candidature pour être retransmise sur la TNT payante, prévue pour 2005 et cette candidature lui est accordée. Planète commence ainsi à diffuser ses programmes le 21 novembre 2005 sur la chaîne no 35 via l'offre « Minipack » de Canal+ (comprenant également les chaînes Paris Première, Eurosport et Canal J). En 2007, comme toutes les autres chaînes du bouquet Canalsat, la chaîne est également diffusée par ADSL, via les opérateurs nationaux. Depuis le 17 mai 2011, Planète comme certaines des chaînes thématiques du Groupe Canal+, exploite le signe « + » identitaire de Canal+ pour ainsi devenir Planète+, à l'instar de Télétoon+ et Piwi+.
Le 14 septembre 2015, la chaîne est auditionnée pour un éventuel passage sur la TNT gratuite, en même temps que les chaînes LCI et Paris Première mais le 17 décembre 2015, le CSA ne l'autorise pas, au profit de LCI.
En 2024, Planète+ est candidate au renouvellement de sa fréquence TNT dont la licence arrive à échéance en 2025. Toutefois, le 5 décembre 2024, la chaîne annonce son départ de la TNT dès juin 2025 incluant également les chaînes payantes Canal+, Canal+ Cinéma(s) et Canal+ Sport, sur décision du groupe Bolloré, faisant suite de l'arrêt de C8 dès le 28 février 2025.

### Identité visuelle (logo)
En mai 2011, Planète modifie son habillage. Celui-ci est centré sur l'effet d'image de synthèse en 3D. À la suite de son changement de dénomination le 17 mai 2011, la chaîne adopte en même temps que ses déclinaisons, un nouvel habillage créé par l'agence Gédéon. Dès lors, le rond du logo est modifié.

Logo de Planète Câble du 19 septembre 1988 au 3 septembre 1999.
Logo de Planète du 4 septembre 1999 au 20 janvier 2004.
Logo de Planète du 20 janvier 2004 au 16 mai 2011.
Logo de Planète+ depuis le 17 mai 2011.
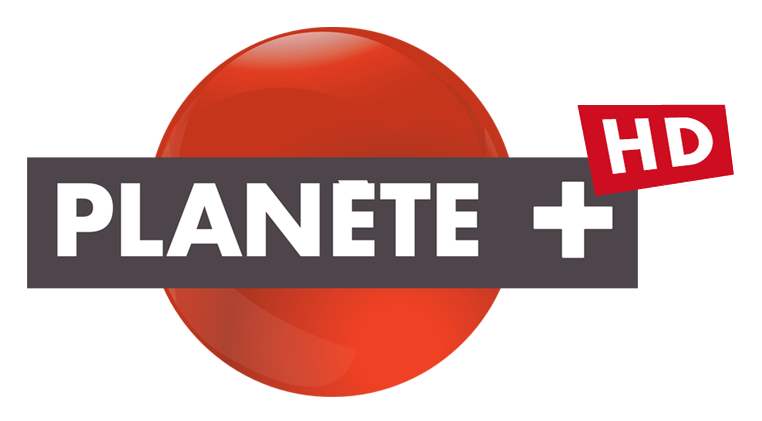
Logo de Planète+ HD.
Logo de Planète+ Canada.

### Slogans
- Planète Câble (septembre 1988-septembre 1999) : « Pour le meilleur de la Découverte »
- Planète (septembre 1999-mai 2011) : « Fascinant de 0 à 99 ans! »
- Planète+ (depuis mai 2011) : « La référence française du documentaire » puis « La réalité est toujours plus forte que la fiction »

## Déclinaisons
Planète+ est déclinée en trois autres chaînes thématiques :
- Planète+ Thalassa (fermée depuis le 1er janvier 2016 à la suite d'un accord commun entre France Télévisions et le groupe Canal+.)
- Planète+ Crime
- Planète+ Aventure

### Capital
Le capital de la chaîne est détenu à 100 % par Canal+ Thématiques (groupe Canal+)

## Diffusion
Planète+ est diffusée par plusieurs bouquets satellite dans le monde : en France, Pologne, Allemagne, Canada, Afrique, Suisse et Belgique. Elle fait partie depuis fin 2005 de l'offre payante de la TNT en France (diffusion en MPEG-4 sur la chaîne no 45). En décembre 2015, Planète+ demande à passer sur la TNT gratuite jugeant l'offre documentaire de la TNT « insuffisante » mais le CSA ne l'autorise pas à passer sur la TNT gratuite. Historiquement, elle a fait partie du premier bouquet payant par satellite analogique Canalsatellite en 1993.

## Marques déposées et déclassement INPI
Les mots "planète" et "planet" ont été déposés auprès de l'Institut national de la propriété intellectuelle (INPI) en 1999 par la société Planète Câble, propriété du Groupe Canal+, puis "planète+" en 2011. Depuis au moins 2008 le groupe a menacé plusieurs organisations de poursuites judiciaires pour l'utilisation de ces marques. Certaines ont été contraintes de changer de nom, comme la revue Monde en Transition, anciennement intitulée Planet Transition.
En 2018, Planète Câble est condamnée par le tribunal de grande instance de Nanterre et est déchue de la marque "Planète" en classes 16, 35 et 41. Cependant cela n'empêche pas le groupe de continuer à faire pression sur des organisations déposant des marques dans d'autres classes. Le groupe s'oppose notamment en 2020 à l'enregistrement de la marque Run for Planet, par l'association du même nom. L'INPI rejette l'opposition formée par Canal+ le 15 janvier 2021.

## Annexe